# Salzburger Landeskliniken
Die Gemeinnützige Salzburger Landeskliniken Betriebsgesellschaft mbH (SALK) ist seit 2004 der organisatorische Zusammenschluss der Landeskrankenhäuser (Landeskliniken) des Landes Salzburg und Nachfolger einer bereits 1998 gebildeten Landesholding.

## Aufgabe
Die SALK arbeitet gemeinnützig und ist für den Betrieb der Landeskliniken zuständig. Im Bereich der Universitätskliniken Salzburg gibt es eine Kooperation mit der Paracelsus Medizinischen Privatuniversität (PMU). Seit 2005 gibt es eine Kooperationsvereinbarung mit der Fachhochschule Salzburg im Bereich der Gesundheitswissenschaften. Die Landeskliniken beschäftigen insgesamt circa 6.800 Mitarbeiter (inklusive Beteiligungen).

## Rechtliche Stellung
Die SALK übernahm die Landeskrankenhäuser von der Holding des Landes Salzburg. Die Gesellschaft steht komplett im Eigentum des Landes. Der Sitz ist im LKH Salzburg.

## Standorte
- Universitätsklinikum Salzburg Campus Landeskrankenhaus (LKH)
- Universitätsklinikum Salzburg Campus Christian-Doppler-Klinik (CDK)
- Landesklinik Hallein
- Landesklinik Sankt Veit im Pongau
- Landesklinik Tamsweg
- Universitätsinstitut für Sportmedizin

## Geschichte
Am 1. Jänner 2004 wurde die Gemeinnützige Salzburger Landeskliniken Betriebsgesellschaft mbH (SALK) gegründet. Zu diesem Zeitpunkt wurden das Landeskrankenhaus, die Christian-Doppler-Klinik, das Krankenhaus St.Veit und das Institut für Sportmedizin eingebracht. Seit 2006 wird das Krankenhaus St. Veit als Landesklinik St. Veit – Lehrkrankenhaus der PMU geführt.
Weil es jahrelang keinen politischen Willen gegeben hatte, dass die landeseigenen Krankenhäuser auch Abtreibungen durchführen, dauerte es bis April 2005, als die Salzburger Landeshauptfrau Gabi Burgstaller am LKH Salzburg eine Spezialambulanz für Schwangerschaftsabbrüche einrichten ließ.
Das Land Salzburg übernahm am 1. Jänner 2008 das Krankenhaus Tamsweg als Träger. Mit 1. Jänner 2016 erfolgte die Eingliederung in die SALK als Landesklinik Tamsweg – Lehrkrankenhaus der PMU. Das Krankenhaus der Gemeinde Mittersill wurde ebenfalls 2008 vom Land Salzburg übernommen, eine diskutierte Eingliederung wurde aber 2018 abgelehnt.
Das Krankenhaus Hallein stand ab 2017 im Eigentum der SALK, nach bereits jahrelangen Kooperationen im Bereich Chirurgie und Unfallchirurgie. Im Jahr 2018 ging auch die Rechtsträgerschaft an die SALK über und das Haus wird seit 1. Jänner 2017 als Landesklinik Hallein – Lehrkrankenhaus der PMU geführt.
Das Unfallkrankenhaus Salzburg soll im Zeitraum zwischen 2030 und 2033 auf das Gelände des LKH Salzburg übersiedeln, eine Übernahme durch die SALK ist nicht geplant, die Allgemeine Unfallversicherungsanstalt bleibt weiterhin Träger. Es soll jedoch gemeinsam mit der Universitätsklinik für Orthopädie und Traumatologie ein Traumazentrum an einem Standort verwirklicht werden.